# Gasoline (álbum)

Gasoline é o segundo álbum de estúdio do cantor sul-coreano Key. Foi lançado em 30 de agosto de 2022, através da SM Entertainment. É composto por onze faixas, incluindo o single principal "Gasoline". O álbum foi um sucesso comercial, estreando em primeiro lugar no Circle Album Chart da Coreia do Sul, e recebeu críticas positivas dos críticos musicais.

## Antecedentes
Gasoline é o primeiro lançamento solo de Key em quase um ano, após seu EP de 2021, Bad Love. Seu primeiro álbum de estúdio, Face, foi lançado em 2018. Ele começou a desenvolver o álbum enquanto trabalhava em Bad Love, e se inspirou em vários filmes de terror retrô, como Friday the 13th, Gremlins e Mars Attacks!. Nascido em 1991, ele cresceu antes da introdução de filmes animados por computador e foi influenciado pelos desenhos feitos à mão associados aos filmes de sua infância. Key afirmou que queria mostrar um lado diferente e mais "poderoso" com este álbum, descrevendo-o como "Algo que só Key pode fazer". Ele mesmo escreveu quatro das onze canções, dizendo que queria "dar vida ao álbum" incluindo histórias autobiográficas.

## Composição
O single principal "Gasoline" é uma canção de dança hip hop que apresenta cânticos sobre metais e sons de bateria. A letra, escrita por Key, expressa sua determinação em trilhar seu próprio caminho como gasolina. "Bound" é uma música pop uptempo com um baixo pesado e vários sons de clube. A letra descreve seu desejo de superar suas limitações. "Villain" apresenta Jeno do NCT e contém sintetizadores rítmicos e sons FX. É sobre um vilão que tem aspirações de se tornar o personagem principal. "Burn" é uma música pop que apresenta riffs de piano, um baixo forte e sons rítmicos de guitarra elétrica. Liricamente, é descrita como uma canção "emocional" sobre as chamas ardentes de um relacionamento. "Guilty Pleasure" é uma música synthwave que utiliza sintetizadores e baixo. "GOAT (Greatest of All Time)" é uma balada pop sobre as dificuldades e preocupações da idade adulta. Inclui sinos, sintetizadores e sons de baixo suave, com uma orquestra na segunda metade. "I Can't Sleep" é uma canção pop uptempo com riffs de guitarra elétrica. A letra descreve sentimentos de insônia. "Ain't Gonna Dance" é uma canção pop midtempo com baixo rítmico 808 e loops de bateria. Descreve o relacionamento entre duas pessoas que são cautelosas ao expressar sua atração uma pela outra. "Another Life" é uma música de dança eletropop com sons de sintetizador. Escrita em inglês, a letra descreve o desejo de viajar para outra dimensão em busca do amor eterno. "Delight" é uma música disco pop de inspiração retrô que apresenta teclados, órgão, baixo e bateria. A canção R&B "Proud" contém temas autobiográficos e foi inspirada em passagens do diário da mãe de Key. Ele incorpora batidas de bateria de hip hop, sons de baixo 808, piano e guitarra.

## Lançamento e promoção
Em 9 de agosto de 2022, a agência de Key, SM Entertainment, anunciou o lançamento do álbum por meio da publicação de um pôster teaser nas contas de mídia social do Shinee. Foi confirmado que contém onze faixas, incluindo o single principal "Gasoline", com data de lançamento marcada para 30 de agosto Materiais promocionais, incluindo imagens conceituais e vídeos, foram revelados a partir de 16 de agosto, apresentando um tema gótico. Key apresentou o single principal pela primeira vez no show SM Town Live 2022: SMCU Express no Suwon World Cup Stadium . Um videoclipe para a faixa do álbum "Another Life" foi lançado em 26 agosto, seguido por um videoclipe com a letra de "Proud" no dia seguinte". Key realizou uma transmissão ao vivo de contagem regressiva em 30 de agosto nos canais do Shinee no YouTube e TikTok para comemorar o lançamento do álbum. O set onde ele filmou as imagens teaser para Gasoline estava disponível como uma zona de fotos para os fãs no escritório da SM em Seongsu-dong até 13 de setembro

## Recepção critica
| Críticas profissionais | Críticas profissionais |
| Avaliações da crítica  | Avaliações da crítica  |
| Fonte                  | Avaliação              |
| ---------------------- | ---------------------- |

A gasolina recebeu críticas geralmente positivas dos críticos musicais. Escrevendo para IZM, Yeom Dong-gyo sentiu que Gasoline solidificou a identidade de Key como artista solo. Ele acreditava que era uma forte continuação de Face, destacando os temas autobiográficos do álbum.  O crítico da NME, Tanu I. Raj, elogiou as habilidades de composição de Key, afirmando que as letras das canções para as quais ele contribuiu foram destaques particulares.

## Lista de músicas
| N.º            | Título                           | Arrangement                  | Duração |  |
| 1.             | "Gasoline"                       | Moonshine Kenzie             |         |  |
| 2.             | "Bound"                          | Inscore Imlay                |         |  |
| 3.             | "Villain"                        | Rollo Frost Imlay            |         |  |
| 4.             | "Burn"                           | Jhun Fitton                  |         |  |
| 5.             | "Guilty Pleasure"                | LDN Noise Deez               |         |  |
| 6.             | "G.O.A.T (Greatest of All Time)" | Amber                        |         |  |
| 7.             | "I Can't Sleep"                  | Jhun Cunningham Sibley       |         |  |
| 8.             | "Ain't Gonna Dance"              | Punctual                     |         |  |
| 9.             | "Another Life"                   | Arcades Richardson Lewis TAK |         |  |
| 10.            | "Delight"                        | Klempner                     |         |  |
| 11.            | "Proud"                          | Daley Tido                   |         |  |
| Duração total: | Duração total:                   | Duração total:               | 36:56   |  |

## Tabelas musicais
| Chart (2022)                          | Peak position |
| ------------------------------------- | ------------- |
| Japão (Oricon)                        | 26            |
| Japanese Combined Albums (Oricon)     | 46            |
| Japanese Hot Albums (Billboard Japan) | 24            |
| South Korean Albums (Circle)          | 1             |
| Reino Unido (UK Digital Albums)       | 70            |

| Chart (2022)                 | Peak position |
| ---------------------------- | ------------- |
| South Korean Albums (Circle) | 11            |